# LOL (^^,)
Artikelns titel kan av tekniska skäl inte återges korrekt. Den korrekta titeln är LOL <(^^,)>.
LOL <(^^,)> är ett musikalbum från 2006 av den svenske musikern Basshunter. Det var hans första album släppt på ett skivbolag, och släpptes den 30 augusti 2006 på skivbolaget Warner Music. Han har dock tidigare släppt ett album i mp3-format över Internet: The Bassmachine.
Tre låtar från albumet släpptes som singlar: "Boten Anna", som Basshunter först själv lade ut för nedladdning i slutet av 2005, men som sedan gavs ut av Warner Music, andra kvartalet 2006; "Vi sitter i Ventrilo och spelar DotA", 2006, i vissa länder under det kortare namnet "DotA"; samt "Vifta med händerna", 2007.

## Låtlista
Alla låtar skrivna av Basshunter, utom musiken till "Vi sitter i Ventrilo och spelar DotA" (David Le Roy, Jean-Christophe Belval)
| Nr  | Titel                                                                  | Längd |
| --- | ---------------------------------------------------------------------- | ----- |
| 1.  | "Vi sitter i Ventrilo och spelar DotA" (Radio Edit)                    | 3:21  |
| 2.  | "Boten Anna" (Radio Edit)                                              | 3:28  |
| 3.  | "Strand Tylösand"                                                      | 3:17  |
| 4.  | "Sverige"                                                              | 2:58  |
| 5.  | "Hallå där"                                                            | 2:38  |
| 6.  | "Mellan oss två"                                                       | 3:57  |
| 7.  | "Var är jag"                                                           | 4:00  |
| 8.  | "Utan stjärnorna"                                                      | 3:50  |
| 9.  | "Festfolk" (2006 Remix)                                                | 4:00  |
| 10. | "Vifta med händerna" (Basshunter Remix; framförd av Patrik och Lillen) | 3:10  |
| 11. | "Professional Party People"                                            | 3:09  |
| 12. | "I'm Your Basscreator"                                                 | 5:24  |
| 13. | "Boten Anna" (Instrumental)                                            | 3:20  |
| 14. | "Vi sitter i Ventrilo och spelar DotA" (Extended Version)              | 7:45  |

| 1.  | "Now You're Gone" (Radio Edit)                                          | 2:39 |
| 2.  | "DotA"                                                                  | 3:21 |
| 3.  | "Boten Anna"                                                            | 3:28 |
| 4.  | "I'm Your Basscreator"                                                  | 5:24 |
| 5.  | "Russia privjet"                                                        | 4:07 |
| 6.  | "Professional Party People"                                             | 3:09 |
| 7.  | "GPS"                                                                   | 4:00 |
| 8.  | "Hello There"                                                           | 2:40 |
| 9.  | "We Are the Waccos"                                                     | 3:58 |
| 10. | "The Beat"                                                              | 3:35 |
| 11. | "Without Stars"                                                         | 3:50 |
| 12. | "Throw Your Hands Up" (Basshunter Remix; framförd av Patrik och Lillen) | 3:10 |
| 13. | "Strand Tylösand"                                                       | 3:17 |
| 14. | "Between the Two of Us"                                                 | 3:58 |
| 15. | "Boten Anna" (Instrumental)                                             | 3:20 |
| 16. | "DotA" (Club Mix)                                                       | 5:44 |
| 17. | "Jingle Bells (Bass)"                                                   | 2:46 |
| 18. | "Beer in the Bar"                                                       | 3:51 |

## Listplaceringar
| Lista (2006/2007/2008)                     | Högsta position |
| ------------------------------------------ | --------------- |
| Danmark                                    | 3               |
| Finland                                    | 4               |
| Norge                                      | 19              |
| Sverige                                    | 5               |
| Förenta staterna (Dance/Electronic Albums) | 24              |
| Nederländerna                              | 66              |
| Frankrike                                  | 51              |
| Österrike                                  | 12              |

## Certifikat
| Land                        | Certifikat | Certifierat antal/Försäljning |
| --------------------------- | ---------- | ----------------------------- |
| Danmark (IFPI Danmark)      | 2× Platina | 40 000                        |
| Finland (Musiikkituottajat) | Platina    | 33 365                        |